# Bathyphantes enslini
Bathyphantes enslini là một loài nhện trong họ Linyphiidae.
Loài này thuộc chi Bathyphantes. Bathyphantes enslini được Embrik Strand miêu tả năm 1910.